# Eadbald kenti király
Eadbald (angolszászul: ĒADBALD ÆÞELBRYHTING CANTVVARE CYNING), (580 körül – 640. január 20.), Kent királya 616–640 között.
Atyját, Æthelberhtet követte a trónon. Eadbaldra nem hatottak a keresztény misszionáriusok tanításai, és trónra lépése után az első dolga az volt, hogy nőül vegye atyja özvegyét. Miután Lőrinc, Canterbury érseke megtérítette, templomot építtetett a Szent Szűznek Canterburyben. Nővérét, Æthelberget összeházasította Northumbriai Edwinnel, majd 633-ban, sógora legyőzetése és halála után, befogadta nővérét Paulinusszal együtt, akinek felajánlotta a Rochester püspöke címet. 24 évnyi uralkodás után hunyt el. Halála után fia követte a trónon.

## Gyermekei
Eadbald valószínűleg kétszer nősült meg:
- első feleségének a neve nem maradt fenn, de szült Eadbaldnak egy gyermeket:
  - Mildredet
- második feleségétől, Ymmétől 4 gyermek született:
  - Earconberht király († 664. július 14., ur.: 640–664)
  - Earmenred király (bátyja társkirálya 650 körül)
  - Easwythe
  - ismeretlen (Oswine király [ur.: 689–690] nagyapja)